# Kakopetriá
Kakopetriá (grec moderne : Κακοπετριά) est une localité de Chypre , située à 55 km au sud-ouest de la capitale, Nicosie, en face de contreforts nord des Montagnes de Troodos. Elle se trouve à une altitude de 667 mètres et c'est le plus haut village de la vallée de Soléa. Elle compte 1 200 habitants permanents et quelques centaines d'autres qui ont une résidence secondaire, ou sont originaires de Kakopetriá, mais travaillent à Nicosie. Elle est entourée par la forêt et est construite sur les rives de rivières Kargotis et Garillis. 

## Description

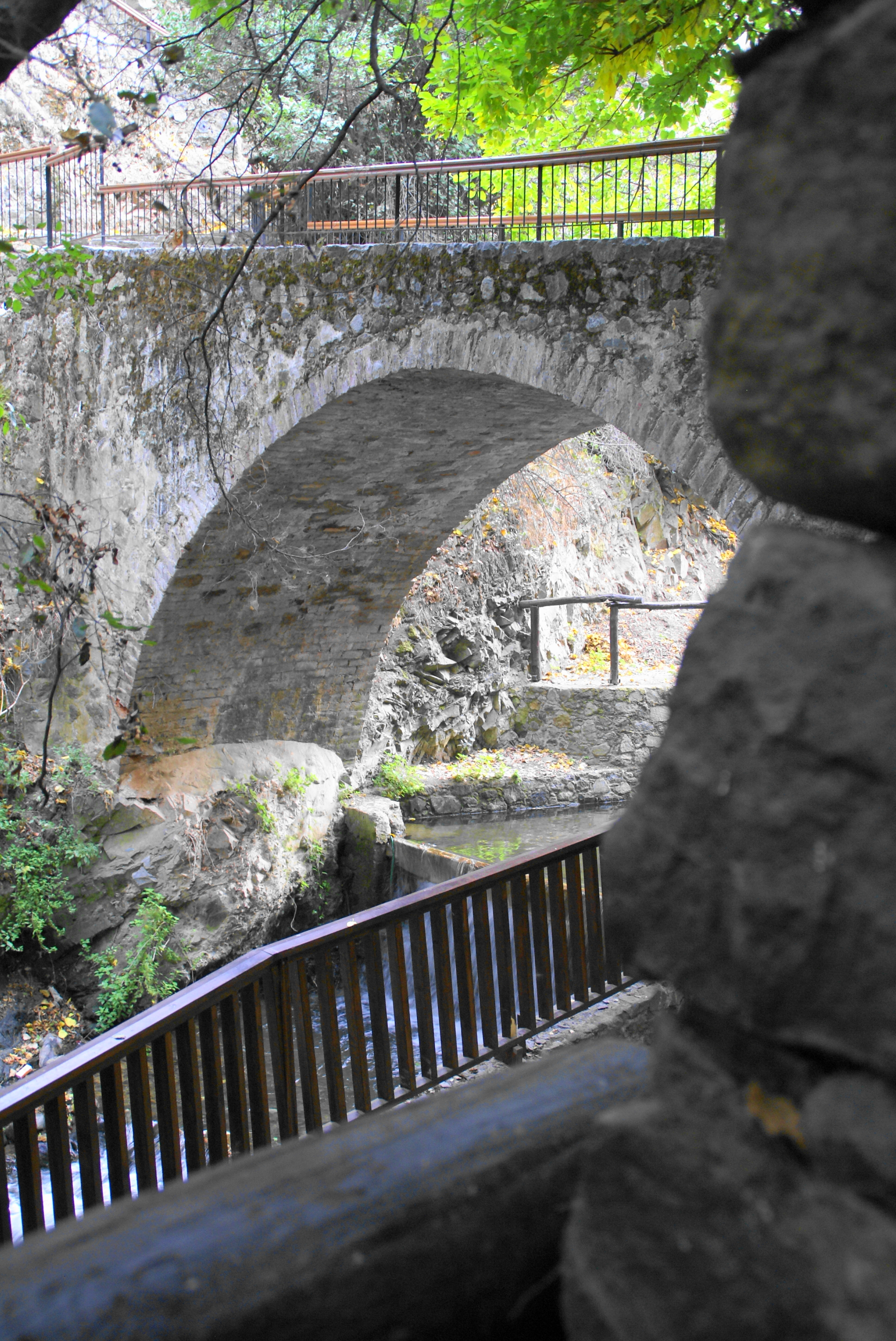
Une localité s'enroulant autour de torrents

La commune de Kakopetriá est construite le long des rivières Kargotis et Garillis. La nouvelle Kakopetriá avec ses constructions modernes et leurs toits de tuiles, est située dans la partie orientale de la vallée. L'ancienne Kakopetriá est construite à l'ouest de la vallée, entre les deux rivières, donnant l'impression de s'enrouler autour de ces torrents. Les deux rivières se rejoignent à l'intérieur du village lui-même et forme la rivière Klarios, qui traverse la vallée de la Soléa et se jette dans la baie de Morphou. Les toits des maisons sont en pente et carrelés, et presque toutes les maisons sont dotées d'un étage et d'un balcon en bois. Une église de la Transfiguration du Sauveur (Metamorfosis tou Sotiros) est construite au centre du vieux village. Une autre église, à 5 km du village, l’église Saint-Nicolas du Toit [Agios Nikolaos tis Stegis], est considérée comme l’une des églises byzantines les plus intéressantes de l’île, avec des fresques murales datées entre le XIe siècle et le XVIIe siècle. Un moulin à eau (Mylos tis Gonias) moud de l’orge et des grains depuis 1754.

## Histoire

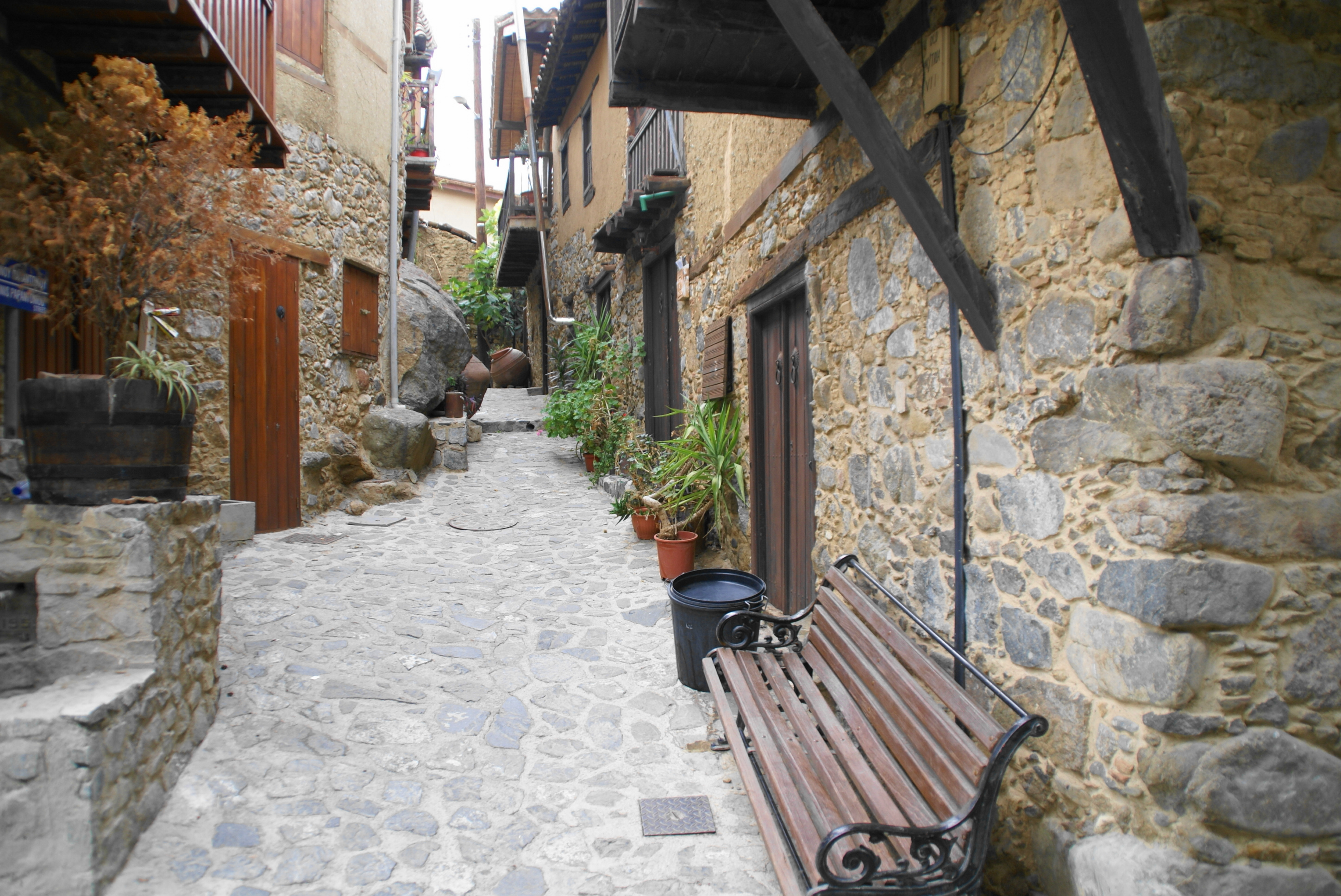
Des rues médiévales

Les villages de la région ont été habités autour des VIe siècle et VIIe siècle, et les différentes fouilles qui ont été menées en 1938, autour de l'ancien village de Kakopetriá (au Ailades) en sont la preuve. Mais des éléments bien antérieurs ont également été trouvés. Lors des fouilles, un ancien lieu de culte, probablement à la déesse Athéna, a été mis en évidence. Un grand nombre d'objets ont été trouvés, principalement en terre cuite, dont beaucoup représentent la déesse Athéna, ainsi que les petites statues de calcaire, et de pièces de bronze et de fer. La plupart datent probablement de l'époque archaïque et classique de Chypre. Ces résultats sont exposés au Musée archéologique de Nicosie.